# Walkmühle (Bad Windsheim)
Walkmühle (fränkisch: Walgmühl) ist ein Gemeindeteil der Stadt Bad Windsheim im Landkreis Neustadt an der Aisch-Bad Windsheim (Mittelfranken, Bayern). Walkmühle liegt in der Gemarkung Bad Windsheim.

## Geographie
Der Weiler liegt an der Aisch. Um den Ort herum ist ein Gewerbegebiet entstanden. 0,5 km nordwestlich erhebt sich der Galgenbuck (333 m ü. NHN). Das Galgenfeld befindet sich 0,5 km nordwestlich. Die Walkmühle ist über die Ortsstraße Walkmühlweg erreichbar.

## Geschichte
Der Ort wurde 1347 als „Steinmuͤle“ bzw. „Fuͤrtmuͤle“ erstmals urkundlich erwähnt. 1496 wurde sie „Galgn Müll“ genannt, 1526 „Walckmulen“. Der ursprüngliche Ortsname beschreibt die Beschaffenheit der Mühle bzw. deren Lage an einer Furt. Die spätere Bezeichnung nimmt Bezug auf deren Nähe zum Richtplatz der Reichsstadt Windsheim oder auf ihre Funktion als Walkmühle.
Gegen Ende des 18. Jahrhunderts gehörte die Walkmühle zur Reichsstadt Windsheim.
Von 1797 bis 1810 unterstand der Ort dem Justizamt Külsheim und Kammeramt Ipsheim. Im Rahmen des Gemeindeedikts wurde Walkmühle dem 1811 gebildeten Steuerdistrikt Windsheim und der 1813 gebildeten Munizipalgemeinde Windsheim zugeordnet.

## Einwohnerentwicklung
| Jahr      | 001818 | 001840 | 001861 | 001871 | 001885 | 001900 | 001925 | 001950 | 001961 | 001970 | 001987 |
| Einwohner | 5      | 9      | 8      | 5      | 8      | 6      | 11     | 8      | 5      | 3      | 17     |
| Häuser    | 1      | 1      |        |        | 1      | 1      | 1      | 1      | 2      |        | 4      |
| Quelle    | [ 11 ] | [ 12 ] | [ 13 ] | [ 14 ] | [ 15 ] | [ 16 ] | [ 17 ] | [ 18 ] | [ 19 ] | [ 20 ] | [ 1 ]  |

## Religion
Der Ort ist seit der Reformation evangelisch-lutherisch geprägt und bis heute nach St. Kilian (Bad Windsheim) gepfarrt. Die Katholiken sind nach St. Bonifaz (Bad Windsheim) gepfarrt.